# Zrazik wątrobowy
Zrazik wątrobowy – podstawowa jednostka anatomiczna wątroby. Zraziki są elementami miąższu wątroby w kształcie graniastosłupów, wydzielonymi (u niektórych zwierząt) w niej za pomocą pasm tkanki łącznej. Przez środek zrazika przebiega żyła środkowa. Zraziki zbudowane są z blaszek – promieniście ułożonych komórek wątrobowych.
W zraziku wątrobowym naczynia włosowate biegną promieniście – od obwodu do środka. Następuje tu oddawanie składników wchłoniętych w naczyniach przewodu pokarmowego (aminokwasów, cukrów) oraz składników, będących wytworami innych narządów (insulina – z trzustki). Substancje te są transportowane dalej wraz z innymi składnikami wytwarzanymi przez hepatocyty (np. białka) poprzez sieć naczyń włosowatych zrazika do żyły środkowej. Niekiedy zraziki łączą się ze sobą tworząc zraziki złożone.